# Tofu
Il tofu (in cinese 豆腐S, dòufǔP; in giapponese 豆腐?, tōfu), talvolta definito come caglio di semi (di soia), è un alimento diffuso in quasi tutto l'Estremo Oriente (Cina, Giappone, Corea, Vietnam, Thailandia, Cambogia). In Occidente è noto con il suo nome giapponese ma ha origini cinesi. Viene ricavato facendo cagliare un liquido gelatinoso estratto dalla soia e pressato in blocchi, generalmente in forma di parallelepipedo. La fabbricazione del tofu dalla soia è simile a quella del formaggio dal latte e per tale motivo è chiamato anche formaggio di soia.  Ha l'aspetto di un formaggio fresco ed è quasi insapore, perciò assume facilmente l'aroma degli ingredienti o delle spezie a cui è associato.

## Composizione
I valori nutrizionali del tofu dipendono dal processo e da chi lo produce, per cui è consigliabile guardare sempre le tabelle nutrizionali. Il tofu ha generalmente un elevato contenuto proteico, un moderato contenuto di carboidrati e un moderato o elevato contenuto di grassi polinsaturi.

## Produzione
Il tofu si ottiene dalla cagliata della spremuta delle fave di soia e dalla successiva pressatura in forme. Anche se è possibile ricavarlo da qualsiasi spremuta delle fave di soia, i produttori di tofu preferiscono produrre in proprio la stessa spremuta dei semi di soia mediante l'ammollo, la frantumazione, la bollitura e la successiva colatura e filtraggio delle fave di soia secche (o più raramente fresche).
Per cagliare la spremuta delle fave di soia vengono utilizzati diversi tipi di cagli e coagulanti.
- Solfato di calcio (anidrite) o cloruro di calcio: è il coagulante tradizionale utilizzato per produrre il tipico tofu cinese, di consistenza morbida e tenera, ma leggermente fragile nella sua composizione. Ha un sapore neutro e rende il tofu ricco di calcio, un elemento importante per la prevenzione dell'osteoporosi.
- Cloruro di magnesio: è il coagulante utilizzato per produrre il tofu giapponese, di consistenza liscia e delicata. In Giappone, per cagliare la spremuta delle fave di soia, viene utilizzata una polvere chiamata nigari, composta principalmente di cloruro di magnesio, estratto dall'acqua marina dopo la rimozione del cloruro di sodio e l'evaporazione dell'acqua. A seconda del metodo di produzione, il nigari può contenere piccole quantità di solfato di magnesio (epsom), cloruro di potassio, cloruro di calcio e tracce di altri sali di origine naturale. Il termine nigari deriva da nigai, parola giapponese per indicare "amaro"; infatti sia il nigari, sia il cloruro di magnesio hanno un sapore amaro.
- Glucono delta-lactone (GDL): è un acido organico naturale, usato anche per produrre il formaggio. Questo caglio viene utilizzato specialmente per ottenere un tofu vellutato, soffice e gelatinoso, con un sapore leggermente acido.
- Il succo di limone.

## Il caglio della spremuta delle fave di soia
I moderni produttori di tofu scelgono di utilizzare uno o più cagli a seconda della composizione e della consistenza che desiderano ottenere a prodotto finito. A seconda del caglio utilizzato, si ottengono tofu con diverse porosità e con altre caratteristiche microscopiche. Il caglio viene dissolto in acqua e mescolato alla spremuta delle fave di soia portato ad ebollizione, finché l'impasto non coagula in una forma morbida.
I processi che portano alla formazione della cagliata possono differire a seconda della forma del tofu che si desidera ottenere. Per ottenere il tofu delicato (嫩豆腐) e il tofu floreale (豆花, dòuhuā), la spremuta delle fave di soia viene fatta cagliare direttamente nelle confezioni.
Uno dei metodi più utilizzati per produrre tofu consiste nel cagliarlo mediante filtrazione del liquido (spremuta delle fave di soia) in eccesso, utilizzando un apposito tessuto o una mussola, e successivamente mediante pressatura per formare la forma classica.
Per ottenere il tofu solido, conosciuto in Asia come tofu secco (荳乾), lo si pressa ulteriormente per rimuoverne il liquido in eccesso. La cagliata viene così ottenuta a freddo e il tofu si solidifica. Il prodotto finito è un tofu che può essere tagliato a fette o a cubetti, aromatizzato o utilizzato per altre ricette.
Un sapore eccessivamente acido e leggere striature nel liquido sono segnali di proliferazione batterica e il tofu non può più essere consumato.

## Varietà
Esiste una grande varietà di tofu, disponibile sia nei mercati dell'Oriente che in quelli dell'Occidente. Nonostante le grandi varietà disponibili, il tofu può distinguersi in due categorie principali: il tofu fresco, direttamente prodotto dalla spremuta delle fave di soia, e il tofu conservato, direttamente prodotto dal tofu fresco.

### Tofu fresco
A seconda della quantità d'acqua che si estrae dalla cagliata, il tofu fresco si può dividere in tre varietà principali:

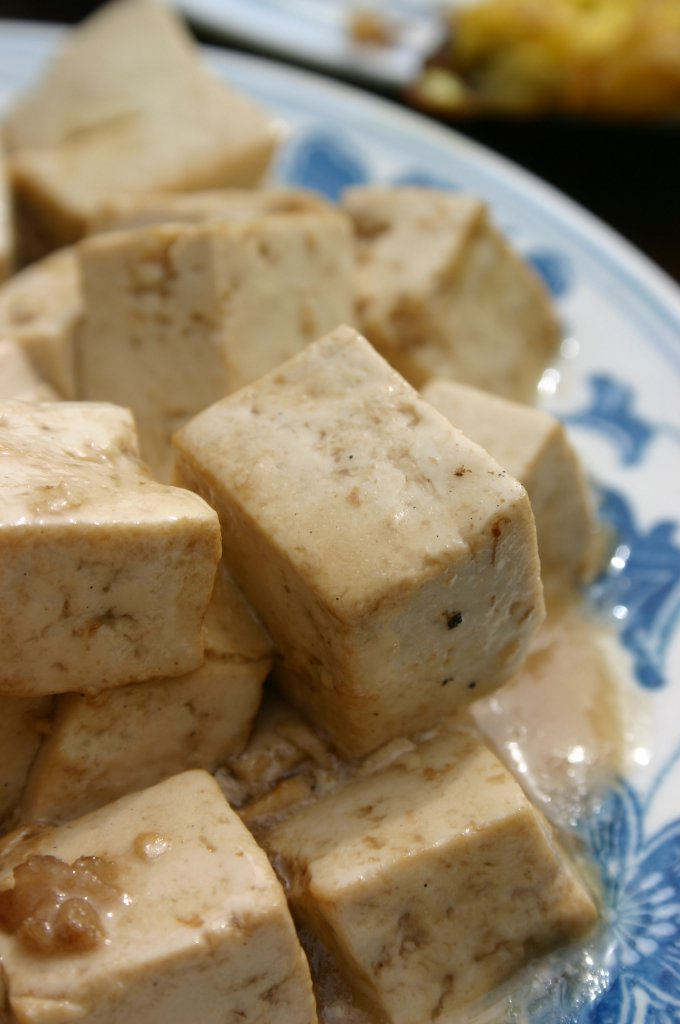
Cubetti di tofu, cucinati secondo lo stile cinese

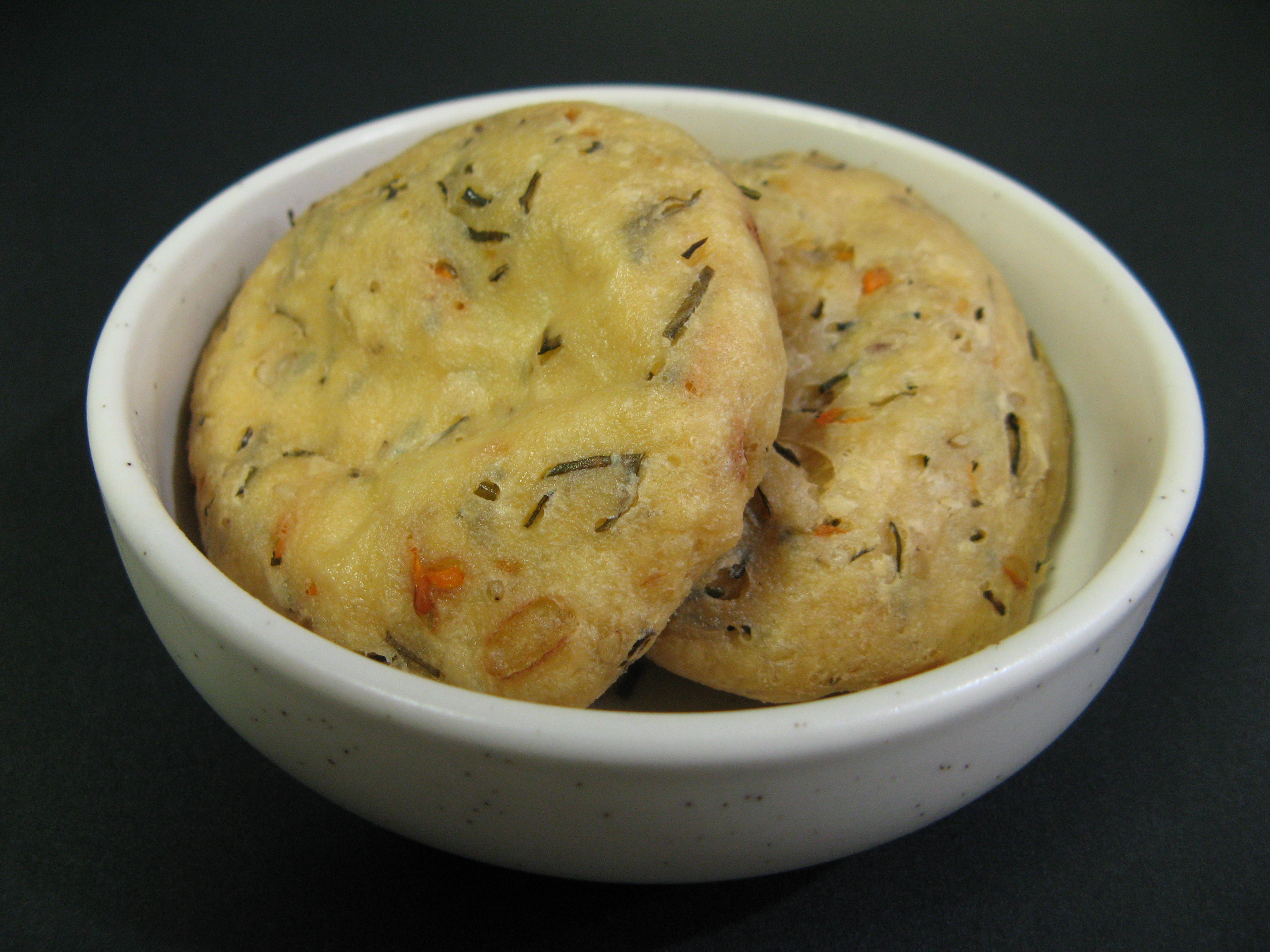
Ganmodoki (がんもどき)

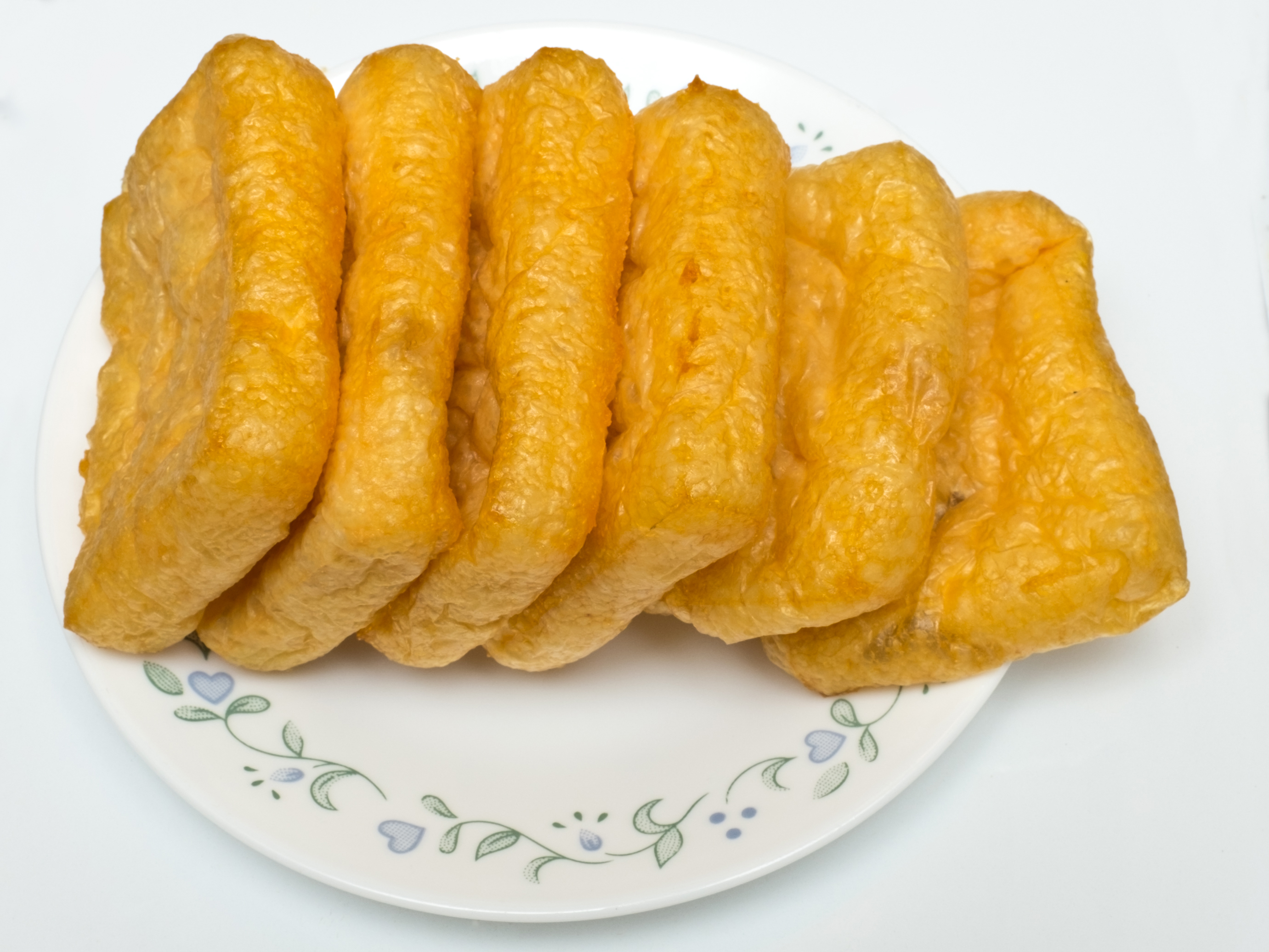
Aburaage (あぶらあげ)

- Tofu delicato (嫩豆腐S, nèn dòufǔP o 滑豆腐S, huá dòufǔP in cinese, "tofu delicato" o "tofu liscio"; 순두부, sundubu in coreano; 絹漉し豆腐, kinugoshi tōfu in giapponese, "tōfu seta"[2]): è il tofu che trattiene la maggior quantità di liquido. Ha una consistenza simile a un budino molto delicato. Il tofu floreale, (豆花 in cinese), spesso utilizzato come dessert, è un altro tipo di tofu con elevata concentrazione di liquidi. È molto più difficile trattenere questo tipo di tofu con i bastoncini.
- Tofu solido asiatico (豆腐 in cinese; 木綿豆腐, momendōfu in giapponese, letteralmente "tofu cotone"): viene prodotto con l'utilizzo di una stoffa che lo avvolge ed assorbe una maggior quantità di liquido nella fase di coagulazione.[2] Anche se prosciugato e pressato, questa forma di tofu fresco contiene ancora una grande quantità di liquido e, se pressato, torna facilmente alla forma originale. La superficie del tofu è generalmente segnata con il motivo della mussola nella quale la forma era inserita. È più compatto se tagliato a cubetti per cui è più facilmente afferrabile con i bastoncini. È quello maggiormente consumato in Giappone.[2]
- Tofu secco occidentale (豆乾, dòuqián in cinese, letteralmente "tofu secco"): è una particolare varietà di tofu con la più bassa quantità di liquidi tra tutti i tofu freschi. È compatto come la carne cotta e, qualche volta, presenta una consistenza elastica. Se si affetta sottilmente, si sbriciola facilmente.

Una varietà di tofu secco pressato viene venduta in fette lunghe e piatte spesse 2 millimetri. Questo tofu secco (荳乾絲, dòuqiánsī in cinese) viene sbriciolato e, di solito, servito freddo come la zucca ed il giapponese aburage. Il tofu fresco di solito è venduto immerso in acqua per mantenerne umido il contenuto.

### Tofu conservato
Esistono molte varietà di tofu conservato, dovute ai modi con cui si lavora il tofu fresco. Alcune di queste tecniche, probabilmente, hanno avuto origine dalla necessità di conservare il tofu nelle epoche in cui non erano disponibili i frigoriferi, o dalla volontà di aumentare la durata e longevità del prodotto. Per creare tofu con aromi e trame diverse si utilizzano diverse tecniche di produzione.

#### Fermentato
- Tofu in salamoia (豆腐乳 in cinese pinyin: dòufu rǔ, letteralmente "tofu in salamoia"): "tofu a cubetti"; il tofu secco viene fatto essiccare all'aperto sotto il fieno e lasciato maturare lentamente grazie ai batteri presenti nell'aria. Viene poi immerso in acqua salata, con liquore cinese, aceto, pepe cileno sminuzzato[senza fonte], o con una miscela di riso, pasta di semi, e semi di soia. Esiste una particolare varietà chiamata tofu in salamoia rosso (紅豆腐乳 in cinese pinyin: hóng dòufu rǔ).

Il sapore del tofu in salamoia è simile a quello di certi formaggi a causa della presenza di peptoni che si liberano durante la maturazione. Dato che il tofu è insapore e inodore, assume il sapore e il profumo del liquido in cui è immerso. La composizione del tofu secco assomiglia alla crema di formaggio e viene venduto di solito in piccoli barattoli di vetro. Se messo in frigo, si conserva per diversi anni, durante i quali si crede che il gusto migliori nel tempo.
- Tofu puzzolente (臭豆腐 in cinese pinyin: chòu dòufu): è un tofu messo a fermentare in una speciale salamoia la cui ricetta varia da produttore a produttore. L'odore di questo tofu è pungente, simile a quello di certi formaggi stagionati, o all'odore di marcio e di feci. La sua consistenza è simile a quella del tofu da cui è ricavato. Viene generalmente consumato fritto, stufato o cotto al vapore, spesso servito con salse al peperoncino.

#### Aromatizzato
L'aromatizzante viene inserito nella spremuta delle fave di soia, durante il processo di formazione della cagliata.
Ci sono numerosissimi tipi di tofu in commercio reperibili anche nei negozi occidentali più forniti: "tofu all'aglio orsino", "tofu al basilico", "tofu piccante al pomodoro", "tofu alla pizzaiola", "tofu piastrato", "filetti di tofu"; ognuno di questi prodotti contiene contemporaneamente più verdure ed aromi che lo rendono particolarmente appetibile oltre che più completo nutrizionalmente del semplice tofu.
- Tofu dolce: il tofu per dessert più comune comprende il tofu all'arachide (落花生豆腐 in cinese e jimami-dōfu in giapponese), il "tofu alle mandorle" (杏仁豆腐), il "tofu al mango" e il "tofu al cocco". Per produrre questo tipo di tofu, vengono miscelati nella spremuta delle fave di soia, prima della coagulazione, zucchero, frutta acida e gli aromatizzanti. Molti tofu dolci hanno una consistenza simile al tofu delicato e vengono serviti freddi.
- Tofu salato o "tofu all'uovo" (玉子豆腐 in cinese): è il principale tipo di tofu salato e aromatizzato. Prima di aggiungere il caglio, vengono filtrate e incorporate nella spremuta delle fave di soia delle uova intere sbattute. La miscela viene lasciata cagliare in speciali tubi in plastica, cotta e confezionata per la vendita. Questo tofu presenta un colore giallo pallido, dovuto all'aggiunta di uova ed, occasionalmente, di colorante. Non presenta porosità ma una consistenza piena ed un sapore simile al tofu delicato.

#### Fritto
- Ad eccezione dei tofu più morbidi, tutte le forme di tofu possono essere cucinate fritte nell'olio, fino ad ottenere una pasta leggera e luminosa (豆泡 in cinese: dòupào, letteralmente "semi in ammollo", che descrive il modo in cui il tofu assorbe i liquidi).
- I tofu asiatici duri e secchi, con il loro basso contenuto d'acqua possono essere tagliati a cubetti o a triangoli e fritti nell'olio finché non sviluppano una superficie dorata e croccante, (炸豆腐 in cinese: zhà dòufu, letteralmente "tofu fritto"). Possono essere consumati da soli o con una salsa leggera e serviti come parte di un piatto vegetariano chiamato lo han jai.

#### Congelato
- Tofu a mille strati (千葉豆腐 o 冰豆腐 in cinese, letteralmente "tofu a mille strati") o "tofu congelato". Congelando il tofu, si sviluppano al suo interno una grande quantità di cristalli di ghiaccio in grandi cavità stratificate rendendolo di un colore giallognolo. Si ricava dal tofu delicato asiatico, anche se è principalmente conosciuto come una specialità di Taiwan. Prima di consumarlo deve essere scongelato e spremuto, al fine di privarlo del liquido contenuto al suo interno.
- Tofu giapponese o tofu liofilizzato (高野豆腐 in giapponese: kōyadōfu, letteralmente "tofu selvaggio"): il nome deriva dal Monte Kōya, un centro del buddhismo giapponese, famoso per la sua shōjin ryōri, o cucina vegetariana tradizionale buddhista. È l'ideale per il campeggio, è molto leggero, viene venduto piatto ed ha una notevole resa nutrizionale. Come molti alimenti liofilizzati, deve essere messo in ammollo in acqua calda o nel brodo, viene così ricostituita la sua forma normale. Il tofu liofilizzato viene addizionato anche nelle minestre istantanee, come la zuppa di miso.

### Sottoprodotti del tofu
- Lo yuba: durante la bollitura della spremuta delle fave di soia, coagula in superficie una sottile membrana di spremuta delle fave di soia, ricca di proteine. Questa membrana viene raccolta e lasciata essiccare in fogli giallognoli conosciuti come pelle di tofu o yuba (腐皮 in cinese; yuba in giapponese; yubu in coreano). Viene anche avvolta attorno ad un bastoncino e lasciata essiccare in particolari stanze chiamate "tofu bambù" o in giapponese kusatake (腐竹).
- La polpa di soia sono le fibre, proteine + amido, che rimangono una volta che la spremuta delle fave di soia è stata estratta dalle fave pressate e bollite. Anche se viene soprattutto utilizzata come mangime per animali, qualche volta è utilizzato anche nella gastronomia, soprattutto nella cucina giapponese. (È necessario precisare che quello che rimane non è tofu, in quanto se si vuole ottenere del tofu bisogna aggiungere alla spremuta delle fave di soia il caglio – per es. il nigari, e procedere alla separazione dei fiocchi dal siero).

### Particolari tipi di tofu
- Il tofu burmese: è un tipo di tofu prodotto dalle lenticchie al posto delle fave di soia. È giallo e si trova di solito solo nello stato di Myanmar, l'ex Birmania, sebbene sia disponibile anche nei paesi occidentali in ristoranti birmani.
- Il tofu di canapa: prodotto a partire dai semi di canapa è stato creato nel 2009 da Daniele Cannistrà in una piccola cittadina della Pianura Padana.[senza fonte] Questa tipologia si differenzia dal tofu normale per il sapore e per i valori nutrizionali migliori, inizialmente gli venne dato il nome hemp-fu. Lo si può trovare in commercio anche con il nome "tofu di canapa". La produzione è molto semplice e sfrutta la tendenza della "spremuta di canapa" a cagliare con il solo l'aumento di temperatura. È molto semplice da produrre e si può fare tranquillamente anche in ambiente domestico.

## Utilizzi
Il libro Tōfu Hyakuchin (豆腐百珍), pubblicato durante il periodo di Edo, elenca 100 ricette per cucinare il tofu.

### La cottura in Occidente
Di solito il tofu molle viene usato per preparare dolci, minestre, frappé e salse. Un altro sistema è di cucinarlo sulla griglia. Questi tipi di tofu sono anche marinati per una notte intera per consentire al liquido di penetrare completamente. Qualche volta sono usati insieme al TVP (farina di soia sgrassata e disidratata) come sostituti della carne. I tofu più leggeri sono utilizzati, anche, per le diete a basso contenuto calorico. Specialmente nella preparazione di torte, viene utilizzato come alternativa ai latticini, così da ottenere ricette vegane.
La versatilità del tofu e delle proteine della soia sono enormi: è possibile ottenere le forme ed i sapori più disparati: dal formaggio al pudding, all'uovo, al sapore di pancetta affumicata, ecc. La consistenza del tofu può essere modificata tramite congelamento, in purea e con la cottura. In America, Europa, Australia e Nuova Zelanda, il tofu viene frequentemente associato al vegetarismo o al veganismo come ottima sorgente di proteine non animali.

### La cottura in Oriente
In Asia il tofu viene usato in moltissimi modi: crudo, stufato, fritto, messo nelle minestre, cotto con salse, o farcito. In Oriente, una "fava" dall'aspetto verdastro e dal sapore di tofu è molto apprezzata nella cucina asiatica, mentre il tofu fresco viene spesso cucinato assoluto o semplicemente insaporito. In Giappone, d'estate, il pranzo di mezzogiorno è chiamato hiyayakko; in questa occasione, il tofu viene servito "delicato" o "solido", con lo zenzero, le cipolle verdi e la salsa di soia. In molte parti della Cina, il tofu fresco viene consumato con salsa di soia, o ulteriormente insaporito con scaglie di sarde, uova (皮蛋) e olio di semi di sesamo.
Un piatto abbastanza conosciuto del Sichuan, una regione situata in Cina, usa un particolare tofu asiatico chiamato mapo tofu (麻婆豆腐), mentre nella regione di Shanghai viene chiamato mala tofu (麻辣豆腐). A Taiwan, il dòuhua (豆花), il tofu coreano, viene guarnito con noccioline, fagioli azuki, farina d'avena, tapioca, fave di mung ed un gustoso sciroppo insaporito allo zenzero, o alla mandorla. Durante l'estate, il dòuhua viene servito con pezzi di ghiaccio, mentre, in inverno, viene servito caldo.

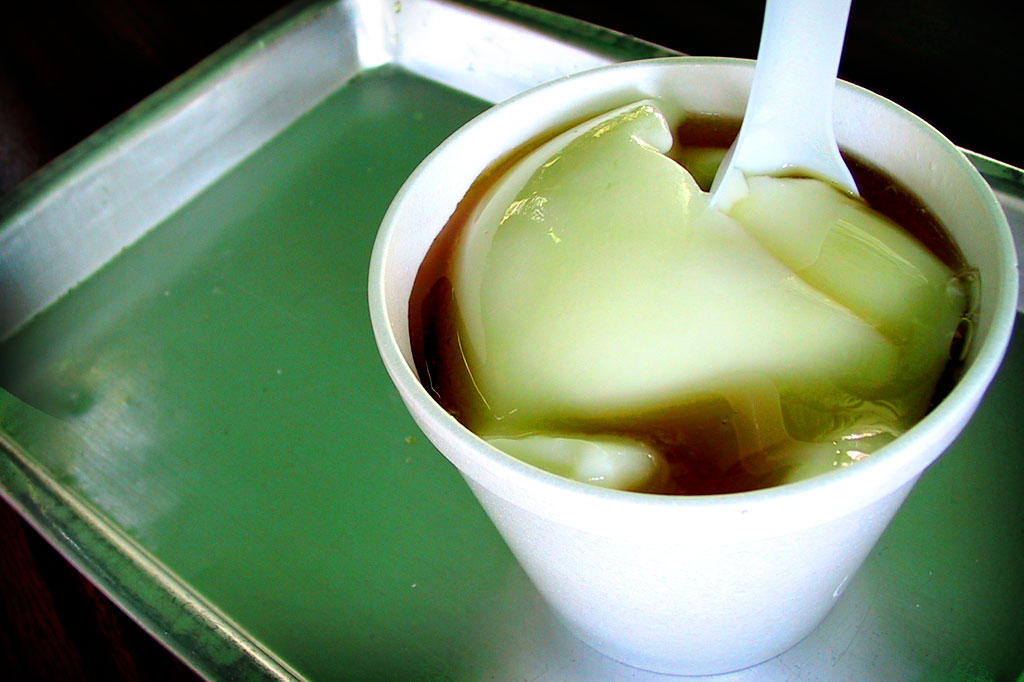
Dofu hua (豆花, letteralmente: "tofu floreale") è un tofu delicato, soffice, condito con dello sciroppo di zucchero. Lamma Island, Hong Kong

In molte parti dell'Estremo Oriente e del Sudest asiatico il tofu viene cucinato immerso nell'olio di girasole o nell'olio di canola. A seconda del tipo di tofu utilizzato, la consistenza e la profondità della frittura può variare da una leggera friabilità superficiale a una simile a una frittella.
Nella cucina cinese, il tofu poco fritto, viene di solito consumato da solo con l'aglio e salsa di soia, mentre il secondo viene farcito con pasta di pesce o aggiunto alle minestre. In Giappone si cucina anche una ricetta l’‘agedahi tofu, cubetti di tofu fritto conditi con una salsa alle alghe kombu e dashi.

## Alcune ricette orientali

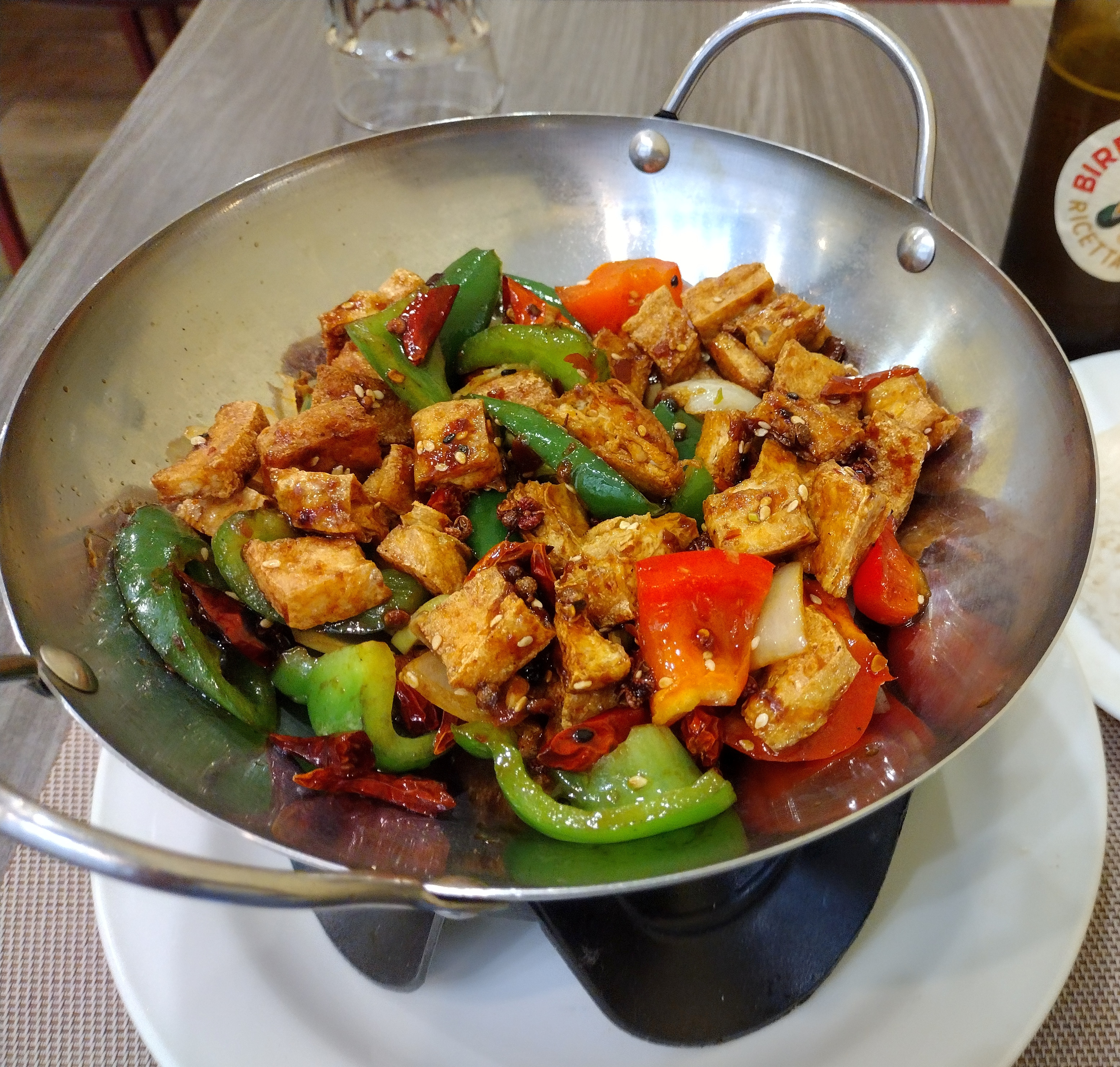
Gan guo di tofu

- L'aburage: classica ricetta giapponese: tofu delicato tagliato a fette sottili e fritto nell'olio.
- Il kitsune udon: il tofu viene sbucciato e, a seconda della stagione, condito con salsa di soia e mirin.
- L'inarizushi (稲荷寿司): aburage tagliato a cubetti di piccole dimensioni e farcito con il sushi.
- Il ganmodoki: il tofu viene sbriciolato, mescolato con altri ingredienti, di solito verdura e amido e si friggono tutti assieme nell'olio.
- Il "tofu secco" di solito non si consuma crudo, ma cotto a fuoco lento assieme a salsa di soia e spezie. A seconda della stagione cambia il metodo di cottura, e la ricetta prende o il nome di "tofu dalle cinque spezie" (五香豆腐), oppure di "tofu stufato alla salsa di soia" (鹵水豆腐). Viene servito a fette sottili con cipolla verde.
- Il tofu in salamoia è usato comunemente in piccola quantità con verdure stufate, in particolare con verdura a foglia larga come gli spinaci d'acqua (Ipomoea aquatica). Spesso viene direttamente usato come condimento nel riso.
- Il "tofu bambù" spesso viene associato con carne d'agnello stufata o nei dessert.
- La pelle di tofu viene utilizzata spesso per avvolgere degli spuntini.
- Il tofu liofilizzato ed il tofu congelato vengono reidratati ed associati a gustose minestre.

Nella cucina coreana, il tofu delicato (sundubu in coreano) viene usato per uno stufato chiamato sundubu jjigae. Invece, il tubu chorim, è fatto con cubetti di tofu soffritti ed insaporiti con salsa di soia, aglio ed altri ingredienti. Cubetti di tofu crudo, freddo e condito con salsa di soia, cipolla verde e zenzero, vengono preparati in modo simile al giapponese hiyayakko.

## Storia
Si sa molto poco sulle origini storiche del tofu e dei suoi metodi di produzione. Pur essendoci moltissime teorie, le informazioni sono abbastanza scarse, tali da relegare le ipotesi a pura leggenda o speculazione. Come per il formaggio o il burro, le esatte origini del tofu non sono mai state verificate. Ciò che si sa è che le tecniche di produzione sono molto antiche e che si sono diffuse ampiamente in tutta l'Asia.

### Le sue origini: tre teorie
Una teoria molto comune è che il tofu sia stato inventato nel Nord della Cina attorno al 164 a.C. dal nobile Liu An, un principe vissuto durante il periodo della Dinastia Han. Anche se è un'ipotesi probabile, la scarsità di informazioni su questo periodo rende difficile affermare con certezza se sia stato Liu An a inventarlo. Tanto più che nella storia cinese importanti invenzioni sono state spesso attribuite a leader o a figure carismatiche del tempo.
Un'altra teoria afferma che la produzione del tofu sia stata scoperta per caso facendo bollire delle fave di soia mescolate a del sale marino sporco, che probabilmente conteneva sali di calcio e magnesio, attivando così il processo di formazione del caglio e la successiva coagulazione dell'impasto. Tale ipotesi è molto plausibile in quanto il latte di soia è sempre stato utilizzato fin dai tempi più remoti per cucinare saporite minestre. Nonostante tutto, vi sono poche prove evidenti al riguardo.
Una terza teoria sostiene che gli antichi cinesi abbiano imparato il metodo di formazione del caglio dalla spremuta delle fave di soia copiando dai mongoli le analoghe tecniche impiegate con il latte di mucca. Questa teoria però si scontra con la realtà, in quanto i cinesi, pur essendo già allora una cultura molto avanzata, non conoscevano nessuna tecnica di tali processi. Comunque, a sostegno di questa teoria vi è la similitudine etimologica tra i termini mongolo e cinese per indicare il latte cagliato: ‘‘rufu’’, che letteralmente significa "latte andato a male", simile a doufu. Non vi sono comunque evidenze storiche per confermarlo, al di là di una pura speculazione accademica.

### Certezze storiche
Anche se il tofu probabilmente esisteva prima di Liu An, si sa con certezza che questo alimento era conosciuto, prodotto e consumato in Cina nel II secolo d.C. Tuttavia le varietà prodotte a quei tempi differivano da quelle contemporanee. Si conoscono a questo proposito scritti e poesie risalenti alla Dinastia Song e alla Dinastia Yuan in cui vengono illustrate delle tecniche di produzione del tofu già standardizzate e molto simili a quelle odierne.
Successivamente, tali tecniche furono introdotte in Giappone durante il periodo Nara, verso la fine del VII secolo, e in altre parti dell'Est Asiatico. Tale diffusione probabilmente ha coinciso con quella del Buddhismo, che riteneva il tofu un'importante fonte di proteine come base di una dieta vegetariana. Da allora divenne uno degli alimenti di maggior consumo in molti paesi: Vietnam, Thailandia e Corea, caratterizzato da leggere variazioni nei metodi di produzione, consistenza, sapore e tecniche di cottura. Prima del XX secolo, il tofu non era ancora molto conosciuto nel mondo occidentale; tuttavia, l'incremento degli scambi culturali e un progressivo aumento di interesse verso la dieta vegetariana lo hanno reso un prodotto facilmente reperibile anche in Occidente.

## Conservazione
Il tofu può andare facilmente a male se non opportunamente refrigerato durante il trasporto; qualsiasi traccia di sapore o di odore è segno del suo progressivo deterioramento. In contenitori ermetici può essere tenuto in frigorifero anche per diverse settimane, ma una volta aperto, il tofu dovrebbe essere consumato o cucinato in pochi giorni. L'acqua nella quale il tofu è tenuto dovrebbe essere cambiata giornalmente.